# Denel AH-2 Rooivalk
Il Denel AH-2 Rooivalk (falco in lingua afrikaans) è un elicottero d'attacco biposto in tandem per il combattimento/scorta/ricognizione prodotto dalla società sudafricana Denel.

## Sviluppo
Il suo sviluppo risale al febbraio del 1985, quando su richiesta della SAAF (Aeronautica Sudafricana) l'allora Atlas Aircraft Corporation ancora prima di divenire la Denel Aviation, iniziò la ricerca per un sostituto dell'Alouette III.
A causa della situazione di isolamento politico in cui si trovava il paese al momento dello sviluppo, tutte le sue componenti, dall'armamento ai sensori, sono di produzione nazionale. 
Le componenti dinamiche del prototipo XH-1 Alpha appartenevano all'Alouette mentre quelle degli esemplari di serie provengono dal Puma. Dal momento che l'industria aeronautica locale produceva una versione modificata del Puma nota con il nome di Atlas Oryx, poteva quindi essere garantita la produzione di un numero sufficiente di pezzi di ricambio anche per il Rooivalk.
Decisivo per lo sviluppo del Rooivalk fu oltre all'isolamento del Sudafrica la guerra di indipendenza della Namibia, che a partire dalla seconda metà degli anni sessanta assunse sempre più l'aspetto di un conflitto con l'impiego di mezzi pesanti e veicoli corazzati.
Il mezzo è stato ideato per richiedere il minimo di assistenza possibile e per poter operare in condizioni estreme, da avamposti isolati e per lunghi periodi. Infatti, nota caratteristica, è che i suoi pezzi di ricambio e manutenzione possano essere caricati tutti su un solo elicottero da trasporto medio.

## Impiego
Ordinato in soli 12 esemplari le consegne all'aeronautica militare sudafricana sono iniziate nel 1997. Nel 1999 il Rooivalk ha ricevuto la prima IOC (Operatività iniziale) mentre per la piena operatività si è dovuto attendere la fine del 2007.
Oltre ad operare nel ruolo di tank hunter il Rooivalk viene principalmente utilizzato come elicottero per operazioni di close air support, oltre a fungere anche da ricognitore. Per missioni di ricognizione lunghe il velivolo può essere dotato di serbatoi esterni che aumentano sensibilmente l'autonomia dell'apparecchio.
Il Rooivalk può quindi operare singolarmente o in coppia con un secondo elicottero. Dotato di un sistema per lo scambio di dati l'apparecchio può inviare i propri dati acquisiti ad altri elicotteri.
Normalmente il Rooivalk si avvicina al bersaglio a bassissima quota prima di acquisire il bersaglio con una Forward Looking Infra Red-System camera (FLIR). Una volta acquisiti tutti i bersagli l'elicottero può attaccare in un breve lasso di tempo i bersagli senza dover nuovamente acquisire il bersaglio, ma utilizzando semplicemente i dati in memoria.
Il Rooivalk può inoltre operare per le prime 72 ore di un conflitto senza sottoporsi ad opere di manutenzione ma semplicemente venendo riarmato e rifornito. Complessivamente il periodo necessario per rifornire e riarmare un Rooivalk si aggira intorno ai 15 minuti.
Non si prevedono ulteriori sviluppi per questo mezzo in quanto, dopo la sconfitta che lo vedeva opposto all'A129 "Mangusta" nella gara per le forze armate Turche, la Denel ha deciso di porre termine allo sviluppo del mezzo a maggio del 2007.

## Tecnica

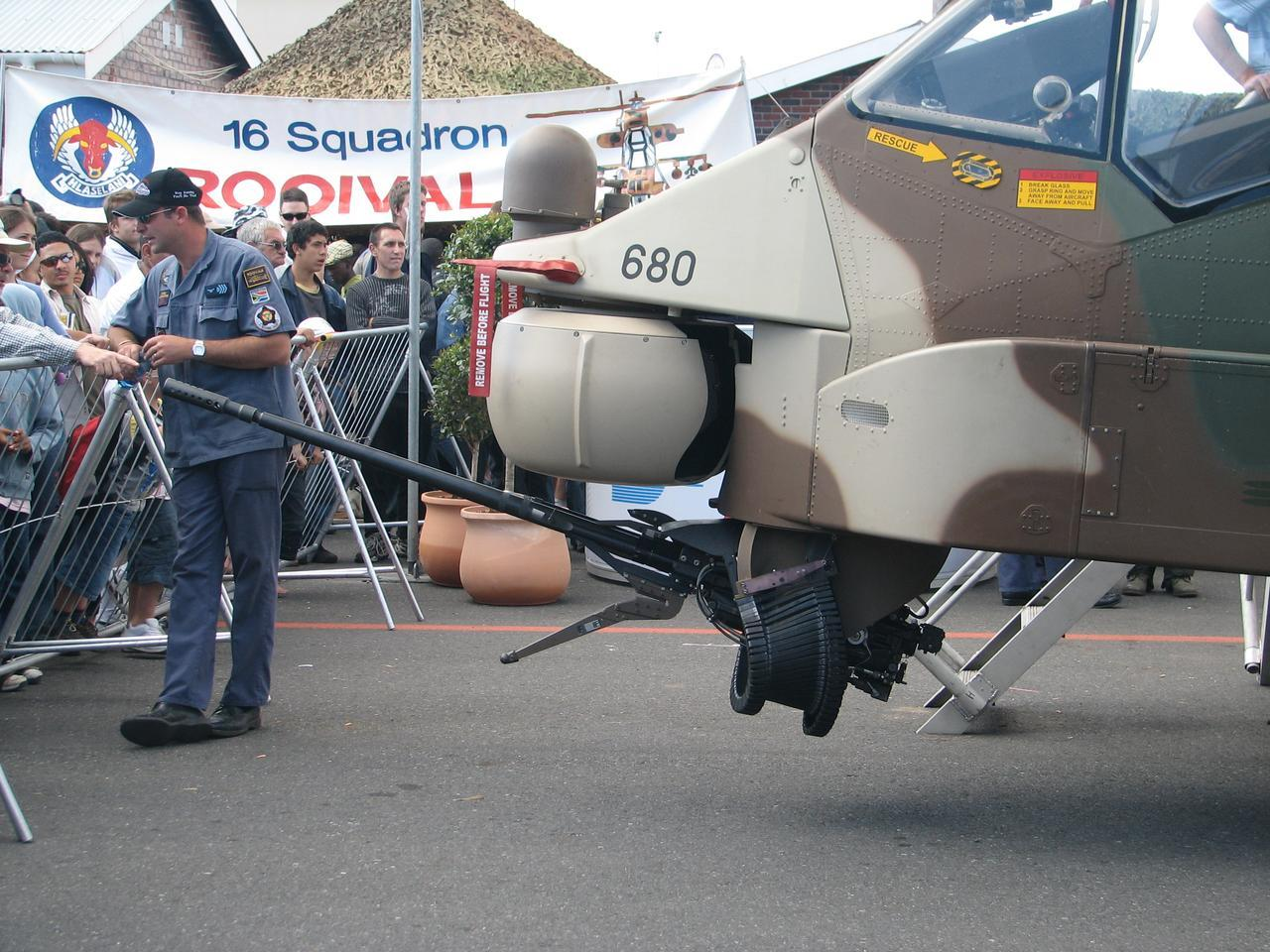
Particolare della sezione frontale e del cannone del Rooivalk.

Come avviene per quasi tutti gli elicotteri da combattimento il Rooivalk viene comandato da un pilota ed un copilota, seduti uno dietro all'altro. I sedili della cabina di pilotaggio sono rinforzati in caso l'apparecchio dovesse effettuare un atterraggio di emergenza. Su richiesta i portelli di accesso ai posti di comando possono essere dotati di un sistema di apertura di emergenza.
L'apparecchio è inoltre dotato di sistemi di controllo digitale che permettono all'equipaggio di avere accesso a tutti i dati ed a tutte le informazioni inerenti ai sistemi di questo apparecchio. Per visualizzare le informazioni richieste ogni posto di pilotaggio dispone di tre schermi e i caschi dei piloti dispongono di un Head-Up Display. Per evitare l'appannamento in caso di basse temperature i vetri del velivolo possono essere riscaldati dall'interno.
Per registrare le varie fasi della missione ogni apparecchio è dotato di una telecamera a visione notturna che registra per l'intera durata della missione le attività svolte dall'elicottero. Il Rooivalk dispone inoltre di un sistema FLIR e di un distanziometro laser. Su richiesta l'elicottero può essere dotato di radar doppler. Per le contromisure ogni Rooivalk viene dotato di un Helicopter Electronic Warfare Self-Protection System (HEWSPS), per ingannare eventuali missili a guida IR lanciati contro l'elicottero.
I motori a turbina che furono inizialmente utilizzati sulle prime versioni del Rooivalk di produzione della ditta francese Aérospatiale sono stati sostituiti dai Makila 1A1 e Makila 1K2, entrambi prodotti in Sudafrica. Per permettere di rifornire il velivolo anche in assenza di sistemi ausiliari ogni Rooivalk è anche dotato di una pompa per aspirare il carburante dalle cisterne senza dover ricorrere all'aiuto di terzi.

## Armamento

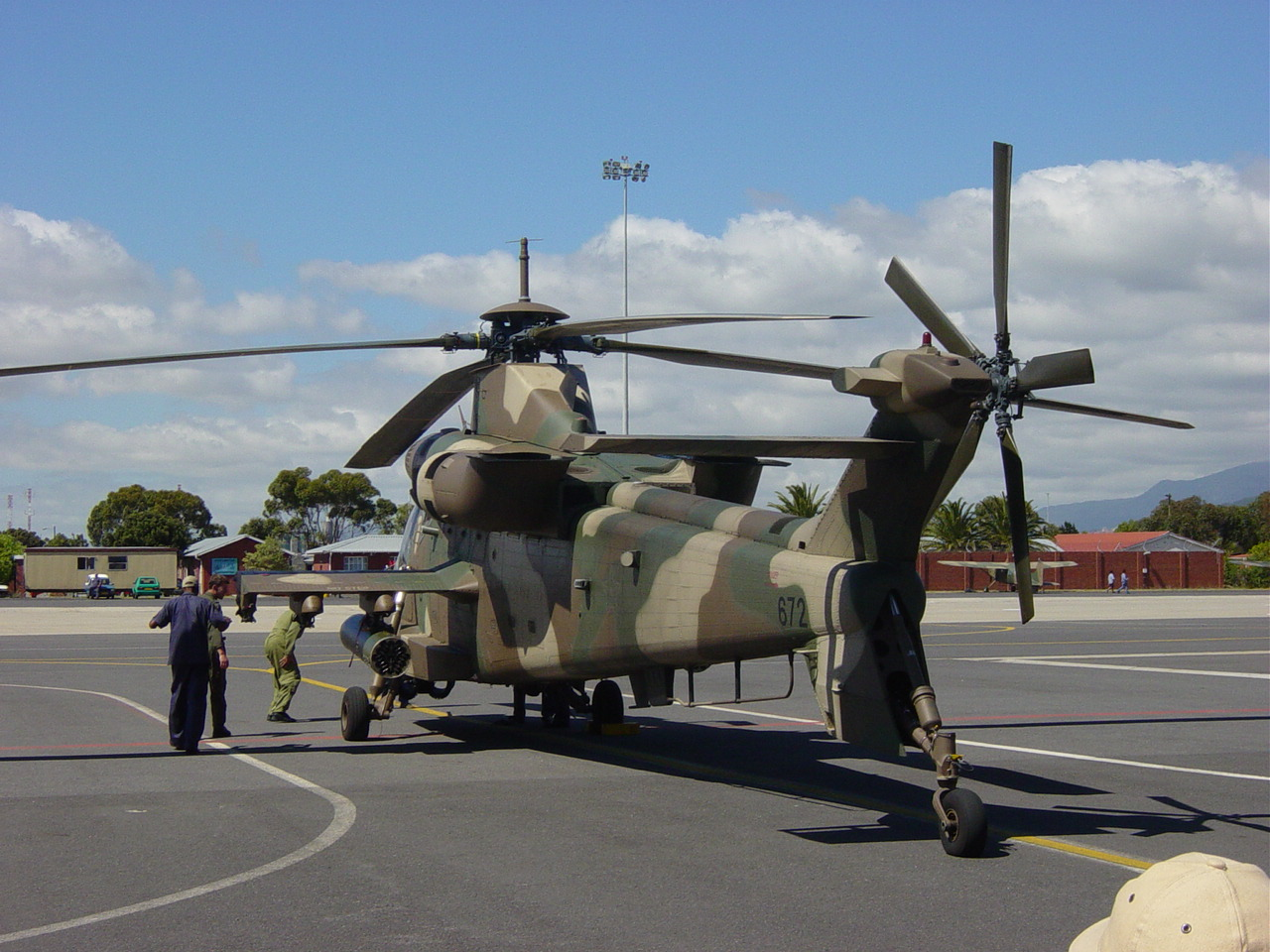
Un Rooivalk fotografato presso la AFB Ysterplaat di Città del Capo.

L'armamento si compone di un cannone da 20 mm da 700 colpi in caccia e asservito al casco visore del pilota. 
L'armamento di lancio comprende:
- 8 o 16 Missili Anticarro (ATGM) Mokopa ZT-6 long-range,
- 4 missili Aria/Aria MBDA Mistral,
- 38 o 76 razzi da 70 mm (WA)

### Cannone
Il cannone installato sulla parte frontale inferiore del Rooivalk è un GA-1 Ratler con calibro 20 × 138 mm. Il Rooivalk può trasportare fino a 700 colpi con sé e il cannone è in grado di attaccare in modo efficace bersagli che distano fino a 4000 metri, anche se la distanza di ingaggio consigliata si aggira intorno ai 2 000 metri. L'arma può essere direttamente controllata tramite il Head Up-Display.

### Missili anticarro
Ai lati sotto le due ali il Rooivalk può trasportare fino a 4 sistemi di lancio per missili anticarro Mokopa ZT-6. Con un raggio di azione fino a 16 chilometri e capaci di penetrare fino a 1 000 millimetri di acciaio sono delle armi temibili per le colonne di veicoli corazzati. In caso di necessità i bersagli possono essere anche acquisiti dopo il lancio del missile. Il Rooivalk può infine essere anche armato con missili HOT 3 e AGM-114 Hellfire.

### Missili aria-aria
Per difendersi da altri elicotteri il Rooivalk viene normalmente armato con due missili Mistral a guida IR, che raggiungono una velocità fino a Mach 2,6 e hanno un raggio di azione di 6 000 metri. In alternativa l'elicottero può essere dotato di missili V3C Darter prodotti dalla Denel Aerospace Systems.

### Razzi
Oltre ai missili Mokopa ZT-6 il Rooivalk può essere armato con razzi da 70 mm, con un raggio di azione che si aggira intorno ai 4 000 metri.

## Utilizzatori
Sudafrica
- South African Air Force

12 esemplari consegnati ed in servizio al marzo 2018.

## Elicotteri comparabili
- Bell AH-1 SuperCobra
- Boeing AH-64 Apache
- AgustaWestland AW129
- CAIC WZ-10
- Eurocopter Tiger
- Eurocopter Panther
- HAL Light Combat Helicopter
- Kawasaki OH-1
- / Kamov Ka-50
- / Mil Mi-24
- / Mil Mi-28